# ウィリアム・ダニエル・コニベア

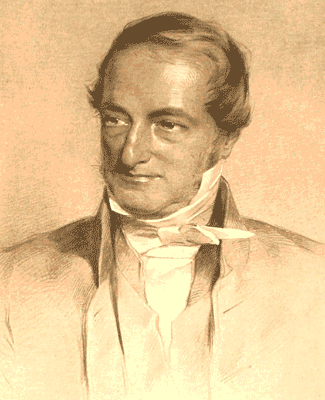
ウィリアム・コニベア

- ウィリアム・ダニエル・コニビア

ウィリアム・ダニエル・コニベア(William Daniel Conybeare、1787年6月7日 – 1857年8月12日)は、ランダフ(Llandaff)の主任司祭(dean)であり、地質学者・古生物学者。
1820年代の海洋爬虫類の化石の画期的な発見をし、とりわけロンドン地質学会に提出したイクチオサウルスの解剖図に関する論文と、プレシオサウルスの最初の科学的記述(1824)で知られている。
ロンドン地質学会会員(1821年-)、王立協会会員(1832年-)、フランス学士院の通信会員(corresponding member)。

## 生涯と業績

### 聖職
ブリストルの著名な司教(bishop)ジョン・コニベア(John Conybeare、1692-1755)の孫であり、ビショップスゲイト(Bishopsgate)の教会主管者(rector)ウィリアム・コニベア(William Conybeare)の子供として、ロンドンに生まれる。ウェストミンスター・スクールで教育を受け、1805年にはオックスフォードのクライスト・チャーチに進学し、古典と数学で学士を取得し、3年後には修士へと進学する。
1814年に聖職位を得、バンベリ(Banbury)近郊のウォーディントン(Wardington)の牧師補(curate)になる。また、ブリストル近郊のブリスリントン(Brislington)での説教師職(lectureship)も引き受ける。その時期の1822年、ブリストル哲学協会(the Bristol Philosophical Institution)の設立にも携わる。また、その頃、英国の地層を学びにコニベアの元に来ていたフランス人のジャン＝バティスト・エリー・ド・ボーモン(Jean-Baptiste Armand Elie de Beaumont)やアルマン・デュフレノア(Ours-Pierre-Armand Petit-Dufrénoy)の取り計らいで、フランス学士院の通信会員になる。
1823年から1836年まではグラモーガンシャーのサリー(Sully, Glamorganshire)で教会主管、1836年から1844年までアクスミンスター(Axminster)の教会主管者代理(vicar)を務めた。
1839年バンプトン・レクチャー(Bampton Lecture)の講師に任命され、ニカイア信条以前の初期キリスト教教父に関する論考"An Analytical Examination into the Character, Value, and Just Application of the Writings of the Christian Fathers During the Ante Nicene Period"を著す。1845年にランダフの主任司祭になる。

### 地質学
オックスフォードでジョン・キッドの講義に感化され、地質学にのめり込むようになる。大学卒業後すぐに、イギリスとヨーロッパ大陸を周遊しロンドン地質学会の初期メンバーになった。ウィリアム・バックランドとアダム・セジウィックは、地質学に打ち込むようになる際にコビニアからの指南が大きかったと明かしている。

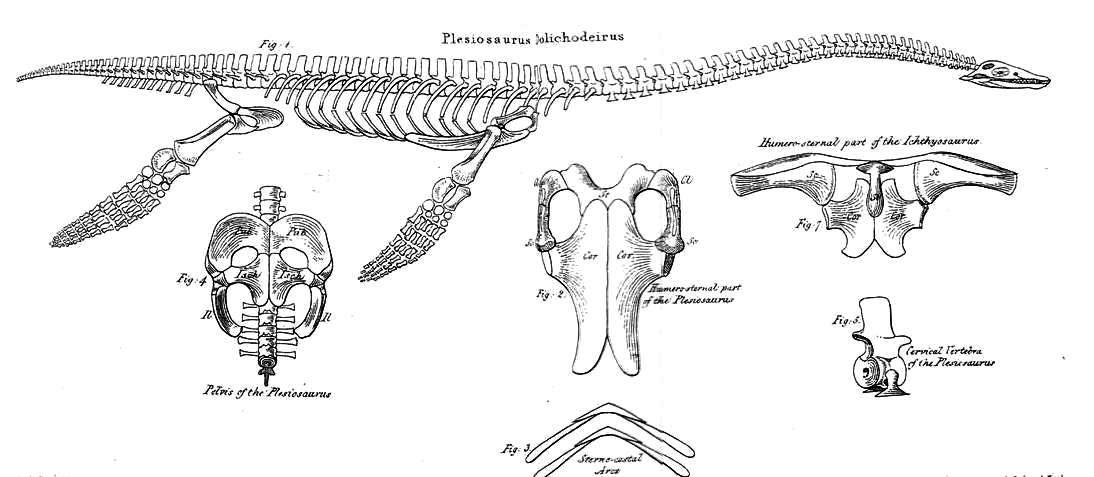
アニングが発見したプレシオサウルス(Plesiosaurus dolichoderus)の骨格解剖図 (コニベアの1824年論文より)

コニベアは地質学会の年報(Transactions)、the Annals of Philosophy、フィロソフィカル・マガジンに様々な地質学の学術報告を寄稿している(下記の著作リストを参照)。

#### プレシオサウルス
1821年、ヘンリー・デ・ラ・ビーチ(Henry De la Beche)との共著において、メアリー・アニングが発見していた断片的な化石サンプルに対してPlesiosaurusという属名で記述を行った(なお、同論文ではイクチオサウルスに関しても、少なくとも3種類存在していることを含め、その骨格に関する記述・分析も行っている)。

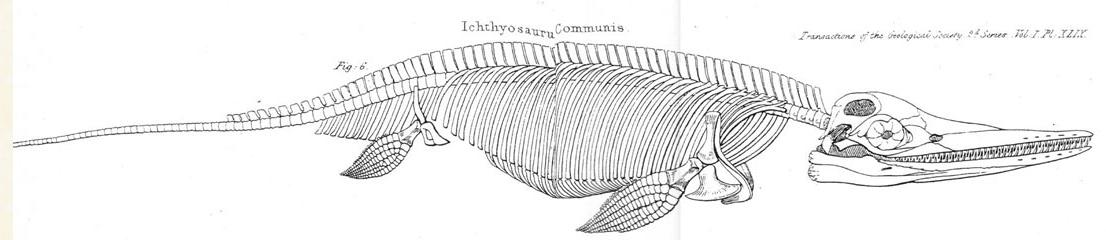
イクチオサウルス(Ichthyosaurus communis)の骨格図 (コニベアの1824年論文より)

しかしこの時点ではコニベア自身、アニングの発掘した化石が様々な種の生物の骨を組み合わせたものでしかないという可能性を払拭できず、異様な首の長さ(一般の爬虫類の頸部の椎骨が3-8本であるのに対し、この爬虫類と思しき巨大生物のそれは35本あった)や頭骨の小ささなどから、地質学会内でも論議の対象となり、また当時のヨーロッパにおける化石研究の権威であったフランスのジョルジュ・キュヴィエもそれを偽物と断じた。
その後、1823年にアニングがプレシオサウルスの全体骨格の化石を発見したことによって、コニベアらの記述が裏付けられた。コニベアはそれを1824年2月の地質学会の会合にて発表し、その化石をタイプ標本としてPlesiosaurus dolichodeirusという種名を確立させた。ただし、コニベアは発見者としてのアニングの名前には言及していない。

#### メガロサウルスとイグアノドン
コニベアはその他にも、恐竜研究の最初期における複数の命名に関わっている。彼はバックランドとともに、オックスフォードのストーンフィールド(Stonefield)から発掘された肉食爬虫類の化石を共同で研究し、1822年にメガロサウルスMegalosaurusという名称を考案した。前出の1824年2月の会合（この日がバックランドが地質学会会長となって初めての会合であった）において、コニベアがプレシオサウルスを、バックランドがメガロサウルスをそれぞれ報告した。
また、同じく1824年末にギデオン・マンテルがサセックスのクックフィールド(Cuckfield)で発掘した巨大な大腿骨や歯の持ち主をIguanasaurusと命名したことに対し、コニベアはその名称がすでに現生のイグアナにつけられていることを指摘し、代わりにIguanoidesかIguanodonを提案した。結果、マンテルは後者を採用し、現在の呼称となっている。

#### その他の地質学研究
彼の書いた論考には、イギリス南西部の石炭産出地域の報告(1822年、バックランドと共著)、ド・ボーモンの山脈に関する説(地球の冷却の際に地形にしわができることで山脈が形成される、という説)に基づいた、テムズ川の谷の研究(1829)、化石産出地として有名なライム・リージス(Lyme Regis)付近で1839年末に起こった巨大地滑りについての研究(1840)、チャールズ・ライエルの斉一説への批判(1830, 1841)などがある。
主著は、『イングランドとウェールズの地質学概要』(the Outlines of the Geology of England and Wales, 1822)であり、これはウィリアム・フィリップス (地質学者)が出版していた小著の第2版として、フィリップとの共著で出版された。第1部しか出版されていないが、その中でコニベアは、石炭紀とそれ以後の地層について広範で正確な証拠とともに考察し、イギリスの地質学の進展に大きく寄与した。
1844年、地質学会よりウォラストン・メダルを授与される。

## 著作
- W. D. Conybeare, M. A. of Christ Church, Vicar of Axminster. An Analytical Examination into the Character, Value, and Just Application of the Writings of the Christian Fathers During the Ante-Nicene Period being the Bampton Lectures for the Year MDCCCXXXIX. (1839)
- Conybeare and W. Phillips. Outlines of the Geology of England and Wales, With an Introductory Compendium of the General Principles of That Science, and Comparative Views of the Structure of Foreign Countries. Part I [all issued], (London, 1822). 。石炭紀の記述。2018年2月13日閲覧。
- W. Buckland and Conybeare. “Observations on the South Western Coal District of England,” in Transactions of the Geological Society of London, 2nd ser., 1 , pt. 1, (1822). 210–316.
- “Memoir Illustrative of a General Geological Map of the Principal Mountain Chains of Europe,” in Annals of Philosophy, n.s. 5 (1823), 1–16, 135–149, 210–218, 278–289, 356–359; n.s. 6 (1824), 214–219.
- "Notice of the discovery of a new Fossil Animal, forming a link between the Ichthyosaurus and Crocodile, together -with general remarks on the Osteology of the Ichthyosaurus" in Transactions of the Geological Society of London, 5 (1821), 558–594. イクチオサウルスとプレシオサウルスの記述。2018年2月13日閲覧。
- Conybeare and H. T. De La Beche. “Additional Notices on the Fossil Genera Ichthyosaurus and Plesiosaurus,” ibid., 2nd ser., 1 pt. 1 (1822), 103–123
- “On the Discovery of an Almost Perfect Skeleton of the Plesiosaurus,” , ibid., pt. 2 (1824), 381–389. プレシオサウルスの全体化石の記述。2018年2月13日閲覧。
- “On the Hydrographical Basin of the Thames, With a View More Especially to Investigate the Causes Which Have Operated in the Formation of the Valleys of That River, and Its Tributary Streams,” in Proceedings of the Geological Society of London, 1 , no. 12 (1829), 145–149.
- “Answer to Dr Fleming’s View of the Evidence From the Animal Kingdom, as to the Former Temperature of the Northern Regions,” in Edinburgh New Philosophical Journal, 7 (1829), 142–152.
- “On Mr Lyell’s ‘Principles of Geology,’” in Philosophical Magazine and Annals, n.s. 8 (1830), 215–219.
- “An Examination of Those Phaenomena of Geology, Which Seem to Bear Most Directly on Theoretical Speculations,” ibid., 359–362, 401–406; n.s. 9 (1831), 19–23, 111–117, 188–197, 258–270.
- “Inquiry How Far the Theory of M. Élie de Beaumont Concerning the Parallelism of the Lines of Elevation of the Same Geological Area, Is Agreeable to the Phaenomena as Exhibited in Great Britain,” in Philosophical Magazine and Journal of Science, 1 (1832), 118–126; 4 (1834), 404–414.
- “Report on the Progress, Actual State and Ulterior Prospects of Geological Science,” in Report of the British Association for the Advancement of Science, 1831–2 (1833), pp. 365–414
- '“A Critique of Uniformitarian Geology: A Letter From W. D. Conybeare to Charles Lyell, 1841,” in Proceedings of the American Philosophical Society, 111 (1967), 272–287., M. J. S. Rudwick